# Almach
Almach (γ And, γ Andromedae, Gama And) je jméno hvězdy Gama Andromedae, třetí nejjasnější hvězdy v souhvězdí Andromedy. Je to čtyřhvězdný systém a také jedna z nejznámějších vizuálních dvojhvězd na severní obloze.

## Historie pozorování
V roce 1777 objevil česko-německý astronom Christian Mayer, že Almach je dvojhvězda, ačkoliv neučinil žádné zvláštní poznámky o barvách hvězd. Při pohledu malým dalekohledem se hvězda jeví jako jasná zlatavě žlutá (resp. oranžová) hvězda s modravým průvodcem vzdáleným přibližně 10 vteřin. První měření provedl William Herschel v roce 1779. Následně Otto Struve na Pulkovské observatoři v roce 1842 zjistil, že složka B je sama o sobě dvojitá. Ve 20. století bylo zjištěno, že hvězda B je spektroskopická dvojhvězda s periodou je 2,670 dne.

## Složky systému

Schematické znázornění hvězdného systému Almach

Systém Almach obsahuje čtyři hvězdy:
- Gama And A (γ¹ And): Oranžový jasný obr spektrálního typu K3IIb s teplotou povrchu 4 248 K, poloměrem přibližně 80 R☉, hmotností 14,5 M☉ a svítivostí 620 L☉.
- Gama And BC (γ² And): Tato složka obsahuje tři hvězdy:
- γ² Ba a γ² Bb: Dvojice hvězd spektrálních typů B8V a B9V, které tvoří spektroskopickou dvojhvězdu s oběžnou periodou 2,67 dne.[7] Složka Ba má hmotnost 3,1 M☉ a svítivost 40 L☉, složka Bb má hmotnost 2,5 M☉ a svítivost 15 L☉[3]
- γ² C: Hvězda hlavní posloupnosti spektrálního typu A0V a hmotnosti 2,9 M☉[3].

## Orbitální vlastnosti
Složky γ1 a γ2 Andromedae obíhají kolem společného těžiště s odhadovanou periodou 5 000 let. Vzdálenost mezi těmito složkami činí přibližně 10 úhlových vteřin, což odpovídá 1 200 AU při vzdálenosti systému 399 světelných let.

## Kulturní odkazy
Vznik jména Almach začíná arabským názvem této hvězdy: ʿanaq al-ard, „karakal“ (pouštní rys). Arabové toto jméno uváděli také ve zkrácené podobě jako al-ʿanaq, což se do středověké latiny přeložilo jako alamac. V renesanční době se odvozenina alamac mylně připisovala domnělému arabskému slovu al-maq (správně al-muq) pro „botu“ nebo „křoví“, nikoliv al-ʿanaq. Následně bylo chybné slovo jako „Almaak“ použito jako název hvězdy γ And. V roce 2016 Mezinárodní astronomická unie schválila jméno Almach jako oficiální název hvězdy γ And A.
V čínské astronomii byla hvězda známa jako 天大將軍 (*Tiān Dà Jiāng Jūn*), což znamená „Velký generál nebes“.

## Pozorování amatérskými astronomy
Systém Almach je populární mezi amatérskými astronomy díky svému barevnému kontrastu. Primární složka se jeví jako zlatavě žlutá, zatímco průvodce γ2 Andromedae má modravý odstín. Tato dvojhvězda je snadno viditelná i v malých dalekohledech.